# Lepidella vaginata
Lepidella vaginata là một loài thực vật có hoa trong họ Loranthaceae. Loài này được (Tiegh.) Tiegh. mô tả khoa học đầu tiên năm 1911.